# Vlorë
Vlorë (eller Vlora) er en kystby og kommune i det sydlige Albanien ved sammenløbet af Adriaterhavet og Det Ioniske Hav. Med 130.827(2015) indbyggere. Byen er en vigtigt havne- og turistdestination og fungerer som centrum for regionen Labëria. Det landets tredjestørste by og den næststørste havneby i Albanien efter Durrës.

## Historie
Byen blev grundlagt som den græske koloni Aulon i det 6. århundrede f.Kr.. Senere blev den romersk og byzantinsk havneby. Den 28. november 1912 blev Albaniens uafhængighed proklameret i Vlorë af Ismail Qemali, og byen var midlertidig hovedstad.
Under 2. verdenskrig var byen besat af først italienerne og senere tyskerne. I kommunisttiden blev byen industrialiseret og udviklet som havne- og oliecenter. Efter 1991 blev turisme den primære vækstsektor.

## Geografi og klima
Vlorë ligger i en bred bugt omgivet af Ceraunian-bjergene. Klimaet er typisk middelhavsklima med tørre somre og milde vintre. Byen har over 3.300 solskinstimer om året.

## Demografi
Befolkningen er hovedsageligt albansk med en græsk minoritet i oplandet. Religion praktiseres i begrænset omfang, men både islam, bektaşi-ordenen og albansk-ortodoks kristendom har tilstedeværelse i byen.

## Økonomi
Byen har en af Albaniens vigtigste havne og har tidligere været centrum for olie- og gasindustrien, især ved Marinez-felterne. Derudover spiller landbrug (især olivenproduktion) og turisme en stor rolle. Vlorë er forbundet til det nationale vejnet via motorvej A2 og SH8. Der bygges i øjeblikket en international lufthavn syd for byen, som forventes færdig i 2025.

## Kultur og seværdigheder
- Uafhængighedspladsen og Uafhængighedsmuseet med monument for Ismail Qemali
- Muradie-moskeen (bygget 1537 af arkitekten Mimar Sinan)[7]
- Zvernec-klosteret på en ø i Narta-lagunen
- Kaninë-slottet, middelalderborg med udsigt over Vlorë
- Llogara-passet og nationalpark med panoramaudsigt over den Albanske Riviera

## Transport
Vlorë har færgeforbindelser til Brindisi og Bari i Italien.
Vlorë har ingen passagertogforbindelse til Durrës eller Tirana. Den tidligere Durrës–Vlorë‑bane, som nåede Vlorë i 1985, har ikke været brugt til passagertrafik siden ca. 2015. Siden 2016 har det private selskab Albrail dog brugt strækningen mellem Fier og Vlorë til godstransport, fx olie fra Marinez.